# 貝爾法斯特灣

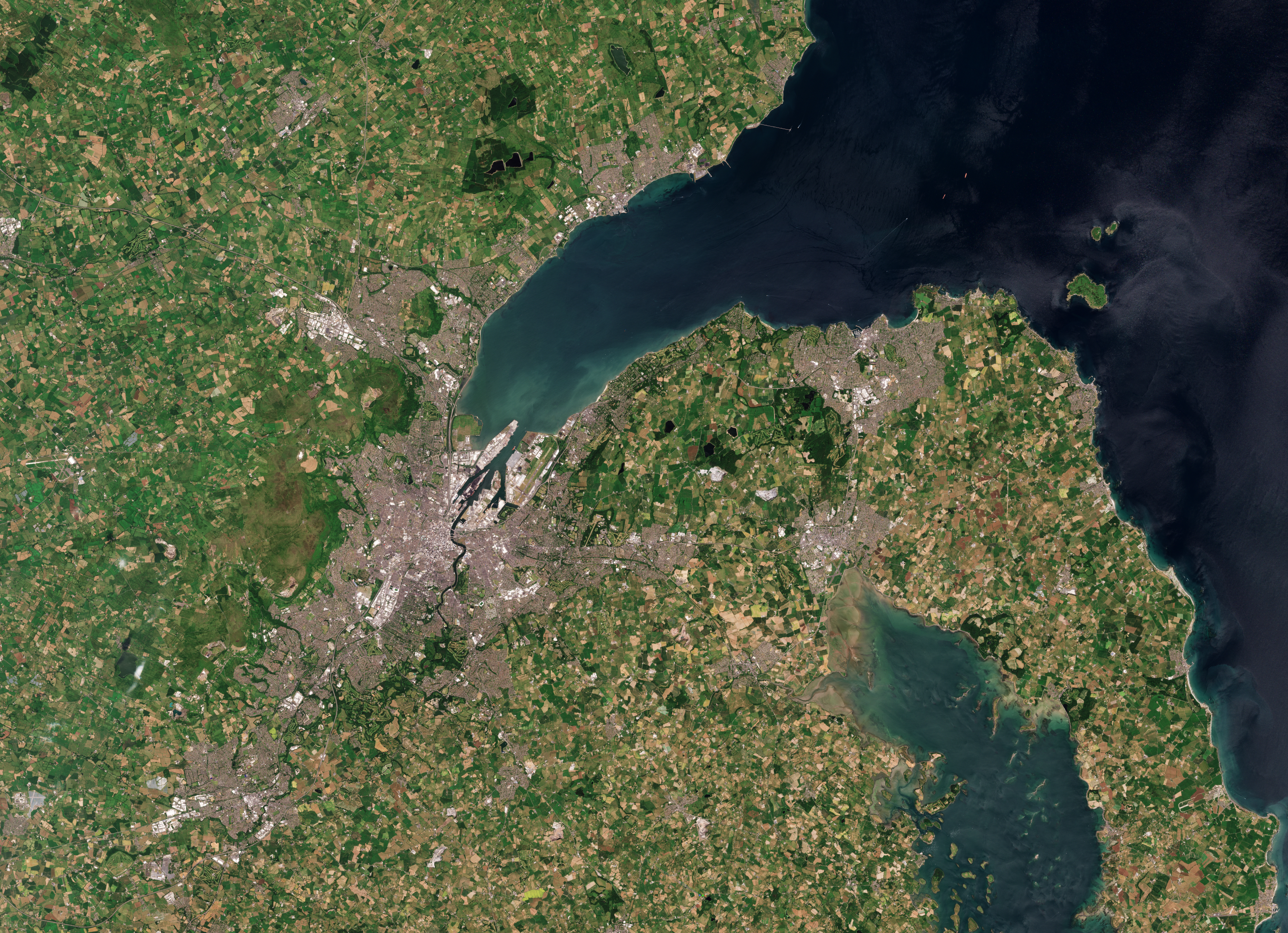
貝爾法斯特灣衛星影像

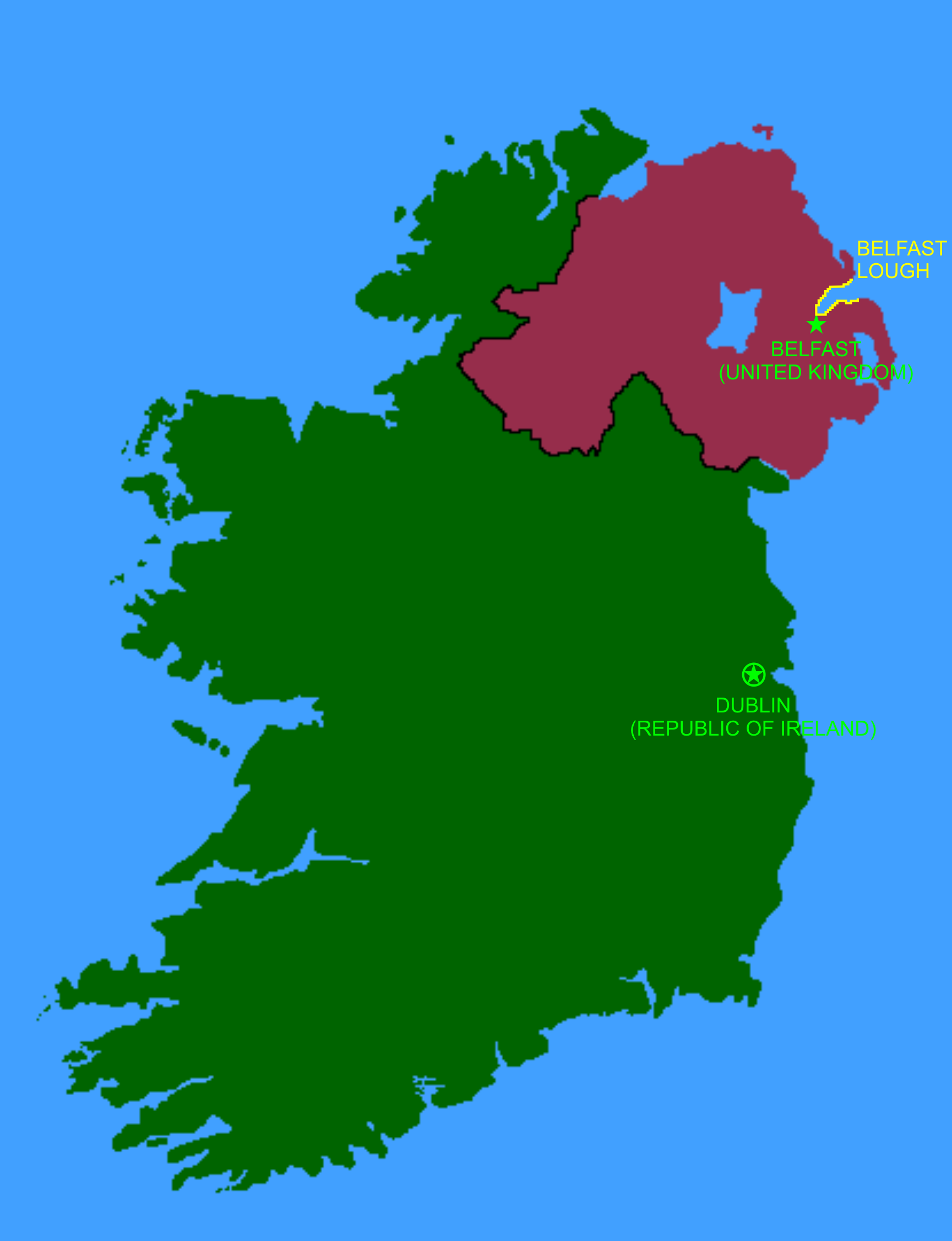
貝爾法斯特灣的位置

貝爾法斯特灣（Belfast Lough，"lough"本為湖泊之意）是愛爾蘭島的一個海灣，位於北愛爾蘭東邊臨海，北岸屬於安特里姆郡、南岸屬於唐郡。拉干河藉由貝爾法斯特灣出海。
北愛爾蘭的首府貝爾法斯特即位於貝爾法斯特灣的最深處。其他海灣岸邊的城鎮包含卡里克弗格斯、班戈、霍利伍德等。貝爾法斯特灣隔著北海海峽與蘇格蘭的加洛韋半島相望。